# Dipodomys panamintinus
Dipodomys panamintinus és una espècie de mamífer rosegador de la família dels heteròmids. És endèmica dels Estats Units (Califòrnia i Nevada). Es tracta d'un animal solitari. El seu hàbitat natural són les planes de deserts amb arbres de Josuè, governadores i cúmuls de pins pinyoners i ginebres. És una espècie en risc mínim, és a dir, no sembla que hi hagi cap amenaça significativa per a la seva supervivència.